# タインバー県
タインバー県（タインバーけん、ベトナム語：Huyện Thanh Ba / 縣青波?）は、ベトナム社会主義共和国フート省の県である。面積は195.03 km²、人口は109,806人（2018年）である。

## 行政区画
以下の1市鎮18社から構成される。
- タインバー市鎮（Thanh Ba / 青波）
- チーティエン社（Chí Tiên / 至先）
- ダイアン社（Đại An / 大安）
- ドーソン社（Đỗ Sơn / 杜山）
- ドースエン社（Đỗ Xuyên / 杜川）
- ドンリン社（Đông Lĩnh / 東嶺）
- ドンタイン社（Đông Thành / 東城）
- ドンスアン社（Đồng Xuân / 同春）
- ハインクー社（Hanh Cù / 亨衢）
- ホアンクオン社（Hoàng Cương / 黃崗）
- ルオンロー社（Lương Lỗ / 良魯）
- カイスアン社（Khải Xuân / 啓春）
- マンラン社（Mạn Lạn / 熳爛）
- ニンザン社（Ninh Dân / 寧民）
- クアンイエン社（Quảng Yên / 廣安）
- ソンクオン社（Sơn Cương / 山崗）
- タインハ社（Thanh Hà / 青河）
- ヴァンリン社（Vân Lĩnh / 雲嶺）
- ヴォーラオ社（Võ Lao / 武牢）